# Harley-Davidson Super Glide et Dyna
La Harley-Davidson Super Glide était une moto fabriquée par la compagnie Harley-Davidson. Elle est la première moto personnalisée d’usine. Elle est à l’origine des motos de la série FX de Harley-Davidson associant des composants Sportster, notamment la partie avant, au cadre de leurs plus grosses motos. Les modèles Super Glide de 1991 à 2017 étaient basés sur le cadre Dyna Glide, qui offrait une plus grande variété de fourches et de niveaux de finition. La plate-forme Dyna a été abandonnée depuis 2018 au profit du nouveau cadre Softail, certains modèles de la famille  Dyna étant reportés sur la ligne Softail.

## Historique

### FX Super Glide 1971

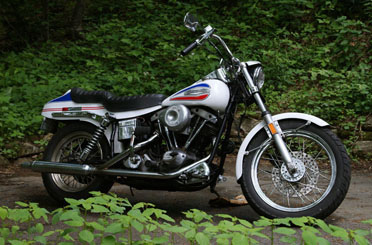
FX Super Glide 1971.

De 1934 à 1970, à l'exception du Servi-Car, il y avait deux gammes distinctes de motos V-Twin Harley-Davidson, les petites twins et les big twins, et les motards personnalisaient parfois leurs motos en échangeant des pièces, en coupant et en soudant les cadres et d'autres composants selon leurs goûts.
Willie G. Davidson, le directeur du style Harley-Davidson, conscient de ce phénomène, décida de concevoir une moto de série offrant le look de ces  motos modifiées ("custom"). Pour ce faire, il partit du cadre et de la suspension arrière de la FLH Electra Glide, sur laquelle il greffa la petite fourche télescopique d'une Sportster XLH. Cette combinaison reçut la désignation de châssis FX, « FX » signifiant « Factory Experimental ». La transmission et les accessoires moteur provenaient de la FLH, les feux avant et les freins du Sportster XLH. Pour compléter la Super Glide, il ajouta un guidon buckhorn et un ensemble garde-boue arrière boattail similaires à ceux du XLH.
Lors de sa sortie en 1971 la moto reçut un accueil peu enthousiaste. L'arrière tronqué fut particulièrement mal accueilli et se révéla également impopulaire sur les Sportsters. Les ventes des deux modèles s'améliorèrent avec un style arrière moins radical.

### Variations de la FX Super Glide

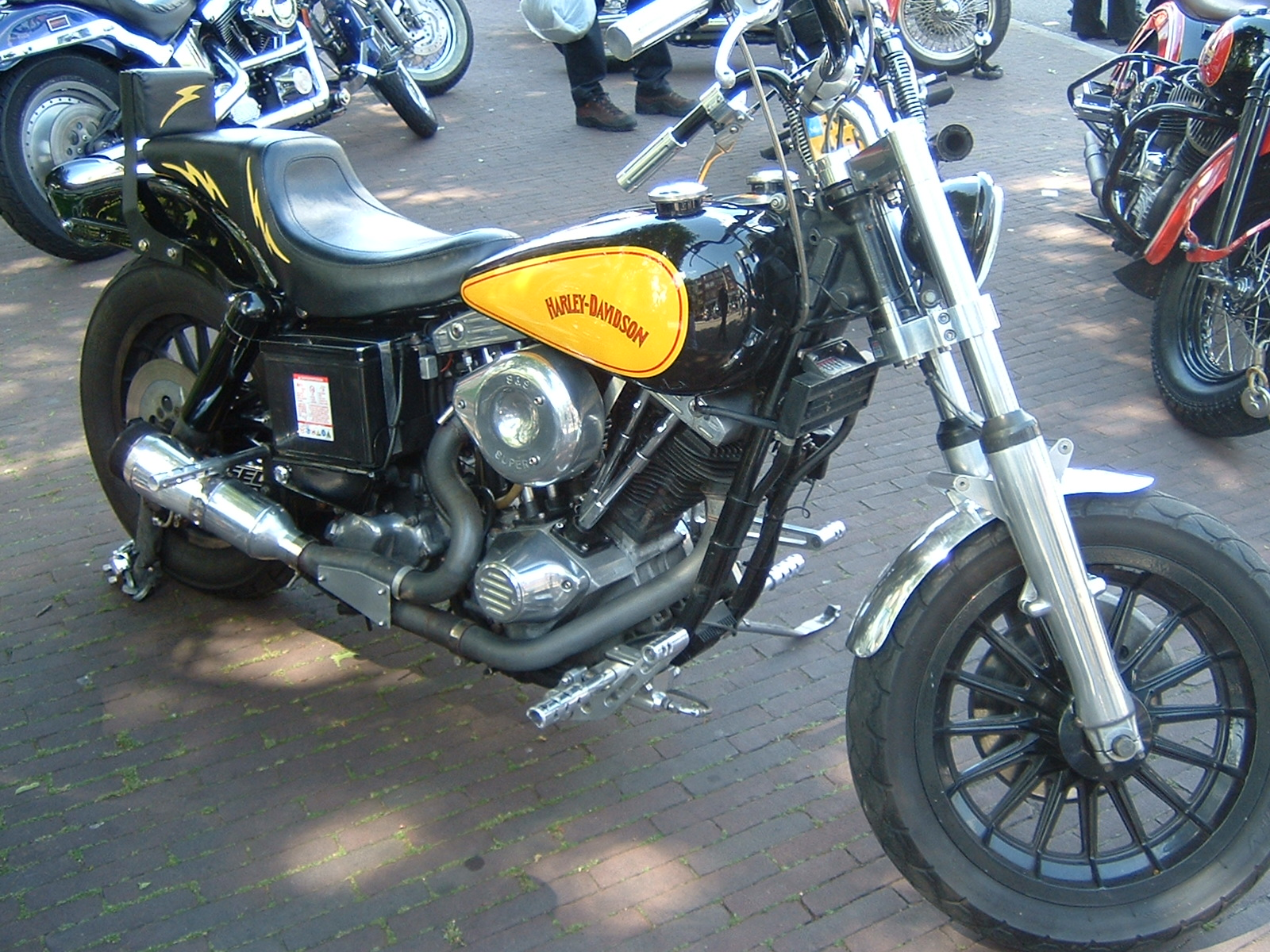
Shovelhead FX customisé.

En 1974, apparut une version avec démarreur électrique, la FXE.
En 1977, le FXS Low Rider fut présenté. Le modèle avait des roues en alliage, deux freins à disque à l'avant, une fourche allongée avec un angle de 32° et une selle à 66 cm du sol (26"). Contrairement à la Super Glide, le Low Rider rencontra un succès instantané, dépassant en nombre de ventes tous les autres modèles Harley-Davidson au cours de sa première année complète de production. Les trois modèles FX utilisaient toujours des réservoirs Fat Bob, mais avec un bloc central spécial comprenant un tachymètre.
En 1977, une série spéciale du Super Glide, la Harley-Davidson Confederate Edition, comportant une peinture commémorative et des décalques de réservoir et de garde-boue, fut produite en si faible volume — 228 exemplaires — qu'elle est depuis l'une des motos de série les plus rares de la compagnie,.
Le modèle de base FX à démarrage au kick fut arrêté en 1979. Cette année-là, le FXEF Fat Bob démarra sa production. L'année suivante apparut le FXB Sturgis, un Low Rider entièrement noir à courroies primaire et secondaire, ainsi que le FXWG Wide Glide, un Low Rider avec une fourche large et des flammes peintes sur le réservoir.
En 1983, le Low Rider passa d'une transmission par chaîne à une transmission par courroie et reçut la désignation FXSB. Le FXB fut arrêté d'être commercialisé au même moment. La même année, le FXDG Disc Glide fut introduit. Ce modèle avait une jante arrière pleine à la place de celle à rayons de la Super Glide ou des jantes à bâtons du Low Rider.
La FXE Super Glide a été arrêtée en 1985, le FXEF Fat Bob devenant le modèle de base. Le FXEF de 1985 a été le premier et le dernier à utiliser le moteur Evo, ce fut aussi la dernière année pour la boite de vitesses à quatre rapports et la transmission par chaîne.
En 1986, toutes les motos basées sur la FX, à l'exception de la Wide Glide, ont été remplacées par des motos basées sur la FXR. La Wide Glide a été arrêtée l'année suivante.

### FXR
La FXR Super Glide II a été introduite en 1982 et vendue aux côtés des modèles FX existants. Le cadre FXR était essentiellement celui du FLT Tour Glide avec des tubes de cadre d'un diamètre légèrement plus gros et une conception plus conventionnelle autour de la tête de fourche. Le moteur était monté sur caoutchouc et recevait une transmission à cinq vitesses, abandonnant le montage rigide et la transmission à quatre vitesses du FX d'origine.
La gamme FXR fut élargie la même année avec l'introduction du FXRS Low Glide (équivalent FXR du Low Rider FXSB), puis l'année suivante avec le FXRT Sport Glide (une variante du Super Glide avec carénage et sacoches). À l’arrêt des modèles FX correspondants, le FXR Super Glide II est devenu FXR Super Glide, le FXRS Low Glide devenant FXRS Low Rider. La Wide Glide fut finalement abandonnée, car le cadre FXR n’était pas adapté aux fourches larges.
La Disc Glide FXRSDG de 1984 était une moto assez rare puisqu'elle proposait pour la première fois le Chrome Package. Elle était livrée de série avec des caches chromés sur les rockers, le cuvelage de phare et la transmission primaire.

## Dyna

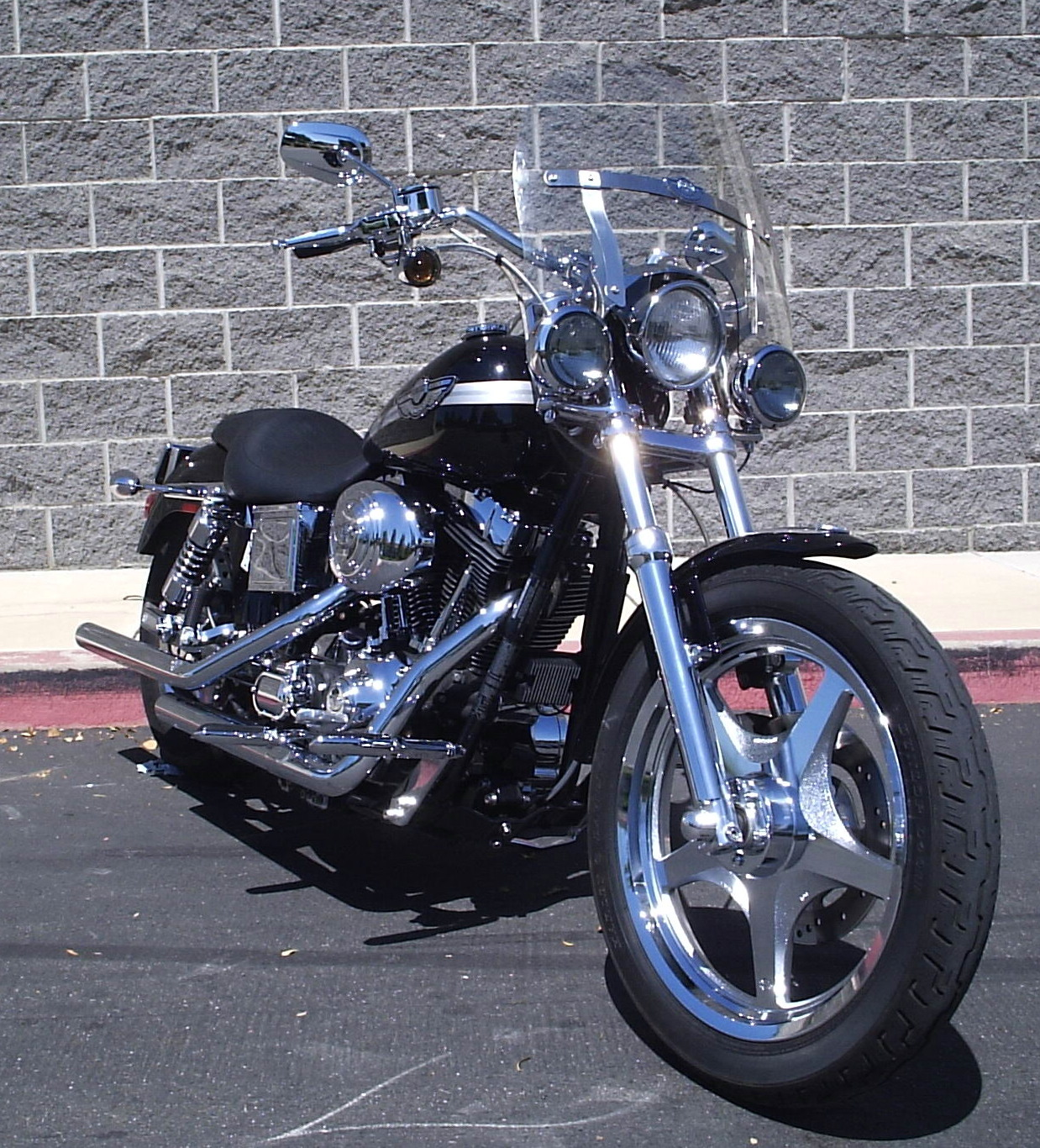
Version de la Dyna Low Rider (FXDL), 2003.

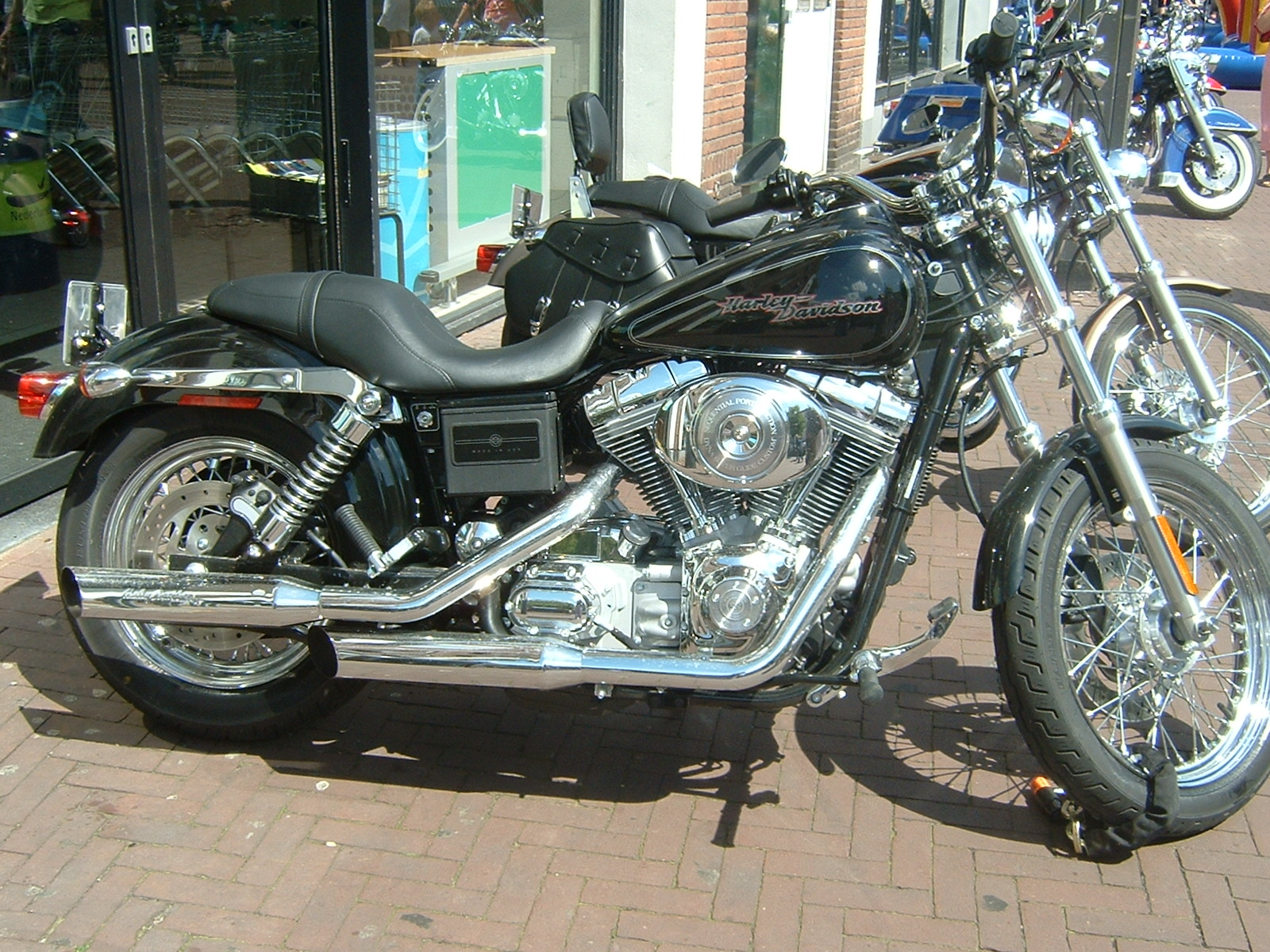
Dyna Super Glide Custom 2005.

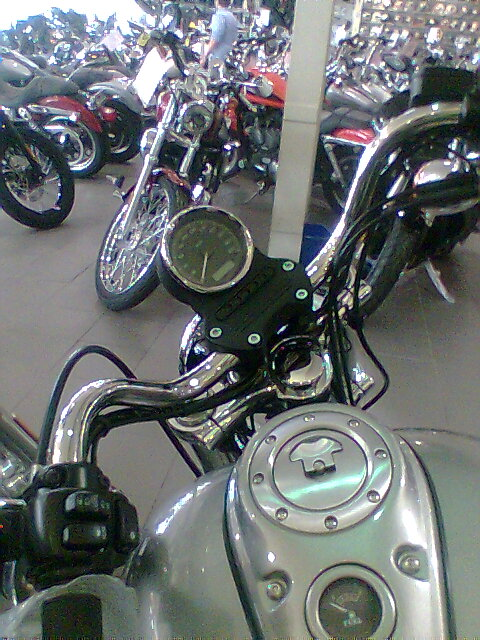
Les commandes d'une FXD Superglide 2008.

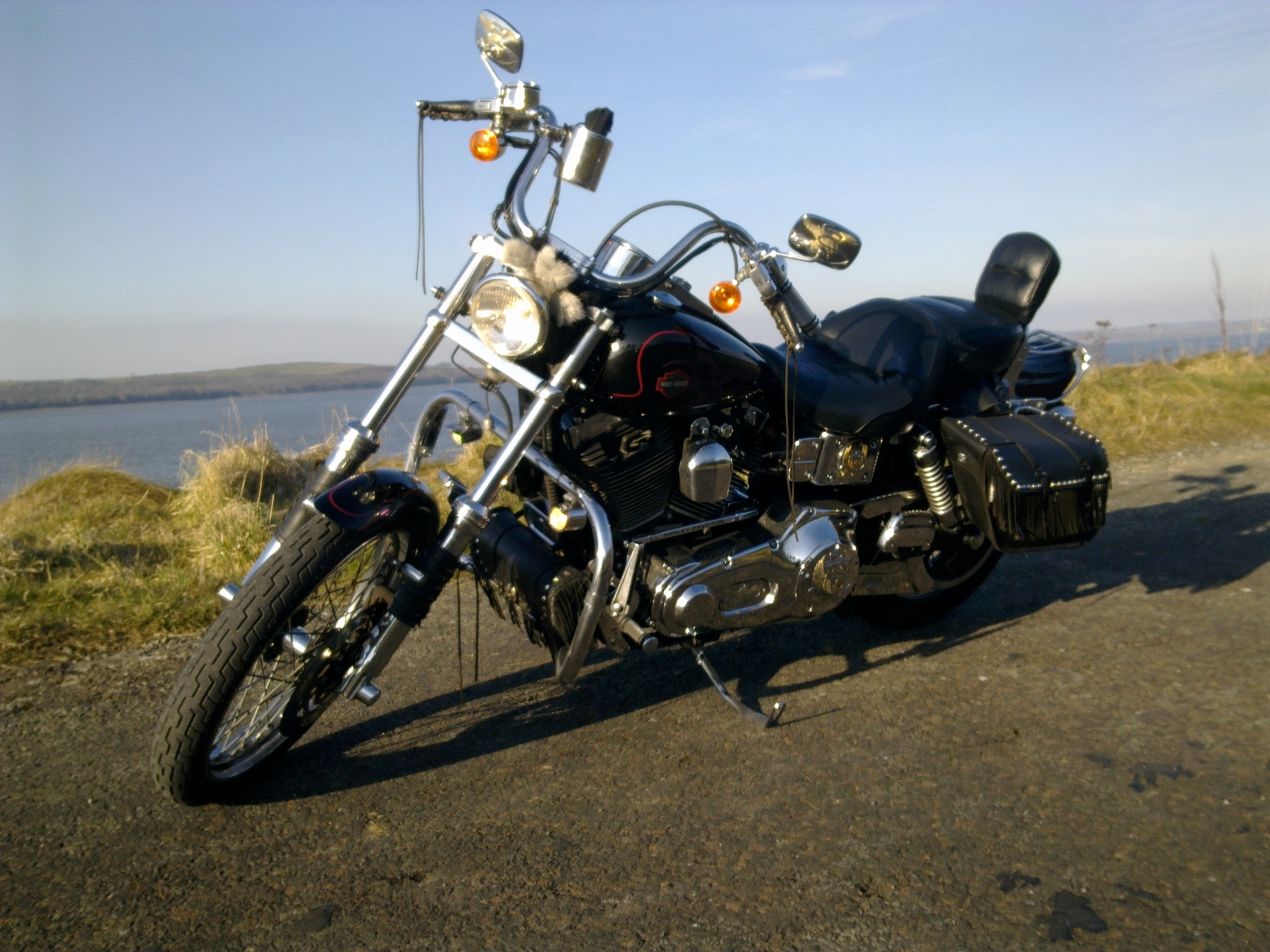
Dyna Wide Glide TwinCam 88 2002.

Les travaux de conception en vue du remplacement du cadre FXR commencèrent peu après que les premières FXR aient été commercialisées. Le cadre Dyna a été introduit en 1991 avec le modèle FXDB Sturgis et avec une production limitée. Le nombre de supports moteurs sur caoutchoucs est passé de trois à deux, entraînant un contrôle des vibrations plus faible, mais une production plus rapide sur la chaîne de montage.
La Sturgis a été suivie en 1992 par la FXDB Daytona, toujours en édition limitée. Le modèle FXDC Dyna Glide Custom a également été introduit en 1992. En dehors de la palette de couleurs, ce modèle était pratiquement identique à la Daytona. Les motos étaient toutes peintes en noir et argent, et les premiers modèles présentaient une peinture poudrée argentée sur le cadre. Les dernières unités de production avaient un cadre noir.
En 1993, le FXRT Sport Glide caréné avec des sacoches a été abandonné et le FXRS Low Rider a été remplacé par le FXDL Dyna Low Rider. Les FXR, FXLR, FXRS-Conv Convertible et FXRS-SP Low Rider Sport étaient cependant toujours disponibles. Le FXDWG Dyna Wide Glide a été introduit la même année, et le Low Rider a été arrêté après 2009.
Entre l'introduction du châssis Dyna en 1991 et la fin de l'année modèle 1994, tous les modèles Dyna avaient une inclinaison de fourche de 32°. En 1995, le FXD Dyna Super Glide et le FXDS-Conv Dyna Glide Convertible furent commercialisés. Ces modèles avaient un angle de fourche de 28° et remplaçaient le FXR Super Glide et le FXLR Low Rider Custom, qui étaient les derniers modèles FXR en production.
Le FXDX Super Glide Sport arriva en 1998 sous l’appellation « FXDX-CON » ; à partir de 2000, elle reçut des composants de suspension améliorés et trois étriers de frein quatre pistons. Le FXDX-T Super Glide T-Sport, avec carénage monté sur fourche et sacoches amovibles améliorées, remplaçait le FXDS-Conv Dyna Convertible en 2001 et fut arrêté en 2003. En 2004, Harley-Davidson opère un léger restylage et introduit la FXDXI pour désigner le modèle à injection.
La production des FXDX(I) s’arrêtera en 2005.
Le FXDC fut remis en production, en 2005, comme le Super Glide Custom.
En 2006, un nouveau cadre Dyna a été introduit avec une nouvelle transmission à six vitesses. La même année furent présentés le FXDBI Street Bob (une Dyna Glide monoplace minimale disponible avec un nouveau coloris noir mat « denim ») et l'édition limitée FXDI35 Super Glide 35e anniversaire (avec une couleur semblable au blanc d'origine Super Glide).
En 2007, le moteur Twin Cam 88 a été remplacé par le Twin Cam 96 de 1 584 cm3 à injection sur l'ensemble de la gamme Harley-Davidson Big Twin, y compris la série FXD. Le dénominateur «I» fut supprimé sur tous les modèles, tous les Big Twins recevant désormais une injection de carburant.
Le FXDF Fat Bob a été introduit en 2008. La même année, le FXDWG Wide Glide a été proposé comme modèle 105e anniversaire en édition limitée avant d'être retiré. Il est réapparu en 2010 avec un traitement arrière différent à la manière d'un bobber. L'année 2010 a également vu l'abandon du modèle de base FXD (remplacé par le FXDB) et du FXDL Low Rider. En 2012, certaines Dyna ont reçu le moteur TC103, disponible sur les modèles FXDF et FXDWG, ainsi que le nouveau FLD Switchback, un sport-tourer. Une version révisée du FXDL Low Rider est revenue mi-2014 et a remplacé le FXDC Super Glide Custom dans la gamme.
Harley a arrêté la plate-forme Dyna en 2017 pour l'année modèle 2018. Certains des modèles existants précédemment commercialisés par la société sous l'appellation Dyna ont depuis été repris dans la gamme Softail, avec un nouveau châssis.